# Ca n'Olivella (Teià)
Ca n'Olivella és una obra del municipi de Teià (Maresme) inclosa en l'Inventari del Patrimoni Arquitectònic de Catalunya.

## Descripció
Edifici de planta quadrada, pràcticament en forma de bloc cúbic, cobert per una teulada de quatre vessants. Està format per una planta baixa, un primer pis o planta noble i les golfes.
Tots els elements utilitzats són purament neoclàssics: cornisa amb mènsules, balustrades a les finestres i balcons, angles arrodonits amb motllures, cornises al damunt de les finestres i una planta baixa amb finestres d'arc de mig punt, com si es tractés d'arcades.
El pis inferior és decorat per un aplacament estriat, mentre que al pis noble i les golfes els murs són arrebossats.

### Garatge[1]
Situat dins el recinte de la finca. Presenta la façana dividida en tres parts, un cos central més elevat i cobert per una teulada a dos vessants reflectida amb una sola vessant. El desnivell existent entre aquest cos central i els laterals queda tapat per un triangle decoratiu coronat amb un motiu ornamental.
Per la part posterior de l'edifici, el lateral esquerre desapareix a causa de les limitacions del terreny, de manera que interiorment presenta una porta escairada.

## Història
Francesc de Paula Nebot i Torrens (Barcelona 1883-1965), autor d'aquest conjunt, és considerat un noucentista estricte, fet que resta reflectit en un dels edificis públics més importants fets per ell, com és el Cinema Coliseum de Barcelona.